# نظروو (شهرستان بایماکسکی، باشقیرستان)
نظروو (به لاتین: Nazarovo) یک منطقهٔ مسکونی در روسیه است که در باشقیرستان واقع شده‌است.